# Freccia Vallone femminile 2005
La Freccia Vallone femminile 2005, ottava edizione della corsa e valida come quinta prova della Coppa del mondo di ciclismo su strada femminile 2005, si svolse il 20 aprile 2005 su un percorso di 105,5 km, con partenza da Huy e arrivo al Muro di Huy, in Belgio. 
La vittoria fu appannaggio della britannica Nicole Cooke, la quale completò il percorso in 2h56'58", alla media di 35,770 km/h, precedendo l'australiana Oenone Wood e la tedesca Judith Arndt.
Sul traguardo del muro di Huy 117 cicliste, su 141 partite da Huy, portarono a termine la competizione.

## Percorso
L'edizione 2005, contò la presenza di 6 muri: il più lungo fu la Côte de Bohissau, mentre il più duro, fu quello conclusivo di Huy.

### Muri
| Numero | Nome             | Chilometro | Lunghezza (m) | Pendenza media (%) |
| ------ | ---------------- | ---------- | ------------- | ------------------ |
| 1      | Côte de Pailhe   | 36,5       | 1000          | 5,3                |
| 2      | Côte de Coutisse | 60         | 1400          | 6,4                |
| 3      | Côte de Bellaire | 64,5       | 900           | 7,4                |
| 4      | Côte de Bohissau | 75,5       | 3400          | 7,6                |
| 5      | Côte de Ahin     | 94,5       | 2400          | 6,4                |
| 6      | Muro di Huy      | 105,5      | 1300          | 9,3                |

## Squadre e corridori partecipanti
| N.      | Cod. | Squadra                             |
| ------- | ---- | ----------------------------------- |
| 1-6     | FRA  | Selezione Francia                   |
| 11-19   | BFE  | Buitenpoort-Flexpoint               |
| 21-28   | NUR  | Equipe Nürnberger Versicherung      |
| 31-36   | AAD  | Van Bemmelen-AA Drink               |
| 41-47   | SAF  | Safi-Pasta Zara Manhattan           |
| 51-57   | MEN  | Nobili Rubinetterie-Menikini-Cogeas |
| 61-69   | ELK  | Elk Haus-Tirol                      |
| 71-76   | SAT  | Team SATS                           |
| 81-84   | BIG  | Bigla Cycling Team                  |
| 91-96   | BEL  | Selezione Belgio                    |
| 101-109 | VCT  | Vlaanderen-Capri Sonne-T Interim    |
| 111-116 | DEU  | Selezione Germania                  |
| 121-127 | AUS  | Selezione Australia                 |

| N.      | Cod. | Squadra                      |
| ------- | ---- | ---------------------------- |
| 131-136 | FEN  | P.M.B.-Fenixs                |
| 141-148 | ESP  | Selezione Spagna             |
| 151-156 | FRW  | AS Team FRW                  |
| 161-166 | RUS  | Selezione Russia             |
| 171-178 | SCM  | SC Michela Fanini Record Rox |
| 181-186 | CHE  | Selezione Svizzera           |
| 191-196 | BZD  | Bizkaia-Durango              |
| 201-209 | TSC  | Therme Skin Care             |
| 211-216 | TOP  | Top Girls Fassa Bortolo      |
| 221-226 | UNI  | Univega Pro Cycling Team     |
| 231-234 | VVH  | Vrienden van het Platteland  |
| 241-249 | VFU  | Team Pruneaux d'Agen         |
| 251-259 | BIA  | Team Bianchi-Aliverti        |

## Ordine d'arrivo (Top 10)
| Pos. | Corridore         | Squadra        | Tempo    |
| ---- | ----------------- | -------------- | -------- |
| 1    | Nicole Cooke      | Safi-P. Zara   | 2h56'58" |
| 2    | Oenone Wood       | Nürnberger     | a 4"     |
| 3    | Judith Arndt      | Nürnberger     | a 5"     |
| 4    | Mirjam Melchers   | Buitenpoort    | a 10"    |
| 5    | Theresa Senff     | Van Bemmelen   | a 13"    |
| 6    | Andrea Graus      | ELK Haus-Tirol | a 14"    |
| 7    | Nicole Brändli    | Bigla          | s.t.     |
| 8    | Susanne Ljungskog | Buitenpoort    | s.t.     |
| 9    | Amber Neben       | Buitenpoort    | a 19"    |
| 10   | Edita Pučinskaitė | Nobili Rubin.  | a 21"    |